# 미즈하시 카오리
미즈하시 카오리(일본어: 水橋 かおり, 1974년 8월 28일 ~ )는 일본의 성우이다. 비교적 어린 소녀 역에서 소년 역까지 다양한 배역을 소화한다.

## 출연작
※굵은 글씨는 주역·메인 캐릭터

### TV 애니메이션
1999년
- 에덴스 보이 (냐코)

2001년
- 마법소녀 고양이 타루토(나쵸스)
- 작은 눈의 요정 슈가(페퍼)
- 카스밍 (하루노 카스미)
- 기동천사 엔젤릭 레이어(시바타 히지리, 사토시의 여동생)

2002년
- 갤럭시 앤젤 Z(스테비아)
- 쪽빛보다 푸르게(미나즈키 타에코)
- 키디 그레이드 (메르크르디)
- 록맨 에그제(사쿠라이 메일)

2003년
- 스크랩드 프린세스(제피리스)
- 쪽빛보다 푸르게 ~인연~(미나즈키 타에코)
- 카레이도 스타(로제타 파셀)
- 록맨 에그제 엑세스(사쿠라이 메일)

2004년
- 마법소녀 리리컬 나노하(유노 스크라이어)
- 후타코이 (시로가네 사라)
- 록맨 에그제 스트림(사쿠라이 메일)

2005년
- 마법소녀 리리컬 나노하 A'S(유노 스크라이어)
- ARIA The ANIMATION(아이, 히메 M. 그란체스터)
- 후타코이 얼터너티브 (시로가네 사라)
- 록맨 에그제 비스트 (사쿠라이 메일)

2006년
- 금색의 코르다 ~primo passo~ (리리)
- ARIA The NATURAL(아이, 히메 M. 그란체스터)

2007년
- 마법소녀 리리컬 나노하 Striker'S(유노 스크라이어, 타카마치 비비오, 세인)
- 키미키스 pure rouge(사토나카 나루미)
- 현시연2 (오기우에 치카)
- 히다마리 스케치(미야코)
- D.C. 다카포 2 (사와이 마야, DJ)

2008년
- 히다마리 스케치 x365(미야코)
- ARIA The ORIGINATION(아이, 히메 M. 그란체스터)
- 우리 집의 여우신령님 (무뵤)
- D.C. 다카포 2 세컨드 세션 (사와이 마야, DJ)
- To LOVE -트러블- (후지사키 아야)

2009년
- 퀸즈 블레이드 (에리나)
- Phantom ~Requiem for the Phantom~ (쿠보타 사나에)
- 키디 걸랜드 (이베르)

2010년
- 바보와 시험과 소환수 (시마다 미나미)
- 히다마리 스케치 x☆☆☆(미야코)
- 축복의 캄파넬라 (아니에스 블랑쥬)

2011년
- 마법소녀 마도카☆마기카 (토모에 마미,카나메 타츠야,발푸르기스의밤)
- 바보와 시험과 소환수 2! (시마다 미나미)

2012년
- 사랑과 선거와 초콜렛 (키바 미후유)
- 투러브 트러블 다크니스 (후지사키 아야)
- 히다마리 스케치X허니컴 (미야코)
- 무장신희 (아이네스)

2013년
- 모노가타리 세컨드 시즌 (오시노 오우기)
- 포토카노 (사네하라 히카리)
- 섬란 카구라 (야규)

### 극장판 애니메이션
2021년
- 아리아 : 더 베네디지오네 (아이)

### OVA
2004년
- 아카네 매니악스 (스즈미야 아카네)

2005년
- 카레이도 스타 Legend of phoenix ~레이라 해밀턴 이야기~(로제타 파셀)

2006년
- 현시연 (오기우에 치카)

2007년
- ARIA The OVA ~ARIETTA~(아이)
- 네가 바라는 영원 Next Season (스즈미야 아카네)

### 게임
1998년
- 퍼스트 Kiss☆이야기 (오리쿠라 마나미)
- 젤다의 전설 시간의 오카리나 (나비)

1999년
- 언젠가, 서로 겹치는 미래 (류이 소우)
- 리틀 위치 파르페 ~검은 고양이 마법상점~(소녀 마법사 파르페) (코코토 킬슈)
- Little Lovers SHE SO GAME (오오타 토모코)
- 리틀 위치 레네트 ~스완의 랩소디~(소녀 마법사 레네트) (코코토 킬슈)

2000년
- 꽃밭의 플로레 (코코토 킬슈)
- 하트풀 메모리즈 ~Little Witch Parfait2~(하트풀 메모리즈 ~소녀 마법사 파르페2~) (코코토 킬슈)

2001년
- 네가 바라는 영원 (스즈미야 아카네) : 우에하라 토모미 (上原ともみ) 명의

2002년
- 라 퓌셀 빛의 성녀 전설 (퀼로뜨)
- 퍼스트 Kiss☆이야기II ~네가 있기 때문에~ (오리쿠라 마나미)

2003년
- 마계전기 디스가이아 (라하르)
- 마브러브 18금판 (스즈미야 아카네) : 우에하라 토모미 (上原ともみ) 명의
- 파티시에 냥코 (야구치 마츠리) : 토요타 마코토 (豊田マコト) 명의
- 판타스틱 포츈2 (마린 스튜어트)
- 금색의 코르다 (리리)
- 마브러브 전연령판 (스즈미야 아카네) : 우에하라 토모미 (上原ともみ) 명의
- 멜티블러드 리액트 (렌&시로렌)

2004년
- 팬텀 브레이브 (마로네, 라하르)
- 퀴즈 매직 아카데미2 (마론)
- 편신명 ~잃어 버려진 인과율~ (유우키 루카)
- 쌍연 -후타코이- (시로가네 사라)
- 최종시험 고래 PC판 (사쿠라 윤) : 天南ねね 명의

2005년
- 팬텀 킹덤 (예언자 플럼, 마로네, 라하르)
- 테일즈 오브 레젠디아 (노마 비아띠)
- 퀴즈 매직 아카데미3 (마론)
- DUEL SAVIOR DESTINY (클레어)
- 후타코이 얼터너티브 사랑과 소녀와 머신건 (시로가네 사라)

2006년
- 마계전기 디스가이아2 (하나코, 라하르)
- 마브러브 올터네이티브 18금판 (스즈미야 아카네) : 우에하라 토모미 (上原ともみ) 명의
- 키미키스 (사토나카 나루미)
- We Are* (신묘 키쿠미)
- 프리즘 아크 ~프리즘 하트 에피소드2 (펠)
- 마브러브 올터네이티브 전연령판 (스즈미야 아카네)
- 칭송받는 자 흩어져가는 자들에게의 자장가 (사쿠야)
- Canvas2 DVD EDITION (후지나미 토모코) : 니노미야 아야코 (二宮彩子) 명의
- 멜티블러드 엑트 카덴쟈 (렌&시로렌)

2007년
- 소울 크레이돌 세계를 먹는 자 (세마) 2007年2月15日
- 금색의 코르다 2 (리리)
- 금색의 코르다 2 앙코르 (리리)
- 퀴즈 매직 아카데미4 (마론)
- 쓰르라미 울 적에 축제 (키미요시 나츠미)
- 쓰르라미 데이 브레이크 개 (키미요시 나츠미)
- 젤다의 전설 몽환의 모래시계 (시에라)
- 마브러브 ALTERED FABLE (스즈미야 아카네) : 우에하라 토모미 (上原ともみ) 명의
- 최종시험 고래 Alive PS2판 (사쿠라 윤)
- 쓰르라미 울 적에 축제 조각놀이 (키미요시 나츠미)

2008년
- 타유타마 -Kiss on my Deity- (타카나시 유미나) : 아오토 유우 (青戸由羽) 명의
- 마계전기 디스가이아3 (라하르, 하나코, 마로네, 플럼, 발 프리네일)
- 11eyes -죄와 벌과 속죄의 소녀- (나츠키 카오리) : (温森はるみ) 명의
- D.C. 다카포 2 플러스 시츄에이션 (사와이 마야)
- 손과 손 트라이온! (오리하라 나츠미) : 우에하라 토모미 (上原ともみ) 명의
- 거꾸로 오르는 허리케인 (쿠스노키 하루) : 하나사카 모미지 (花坂紅葉) 명의
- 호시우타 (야마부키 렌게) : 아오조라 카렌 (青空かれん) 명의

2009년
- 축복의 칸파넬라 (아니에스 브란쥬) : 하루야마 코토미 (春山琴巳) 명의
- 팬텀 브레이브Wii (마로네, 크로네)
- 11eyes CrossOver (나츠키 카오리)
- 키즈아토 (카시와기 하츠네)
- 타유타마 -It's happy days- (타카나시 유미나) : 아오토 유우 (青戸由羽) 명의
- 진지하게 날 사랑해! (후지카와 코코로) : 마사야 하루카 (雅弥はるか) 명의
- 포츈 아테리얼 (센도 카야) : 미세리 오우카 (美芹桜花) 명의. (이토 시즈카의 미세리 오우카와 동명 이인)
- DREAM C CLUB (세츠)
- 진 연희무쌍 {여몽(진명:아셰)} : 이누야마 유유 (犬山遊々) 명의
- 멜티블러드 엑트리스 어게인 (렌&시로렌)

2010년
- 영웅전설 제로의 궤적 (티오 플라토)

2011년
- 영웅전설 벽의 궤적(티오 플라토)

2012년
- 초차원게임 넵튠 시리즈 (니혼이치 짱)

### 인터넷
- 아유마유 극장 (스즈미야 아카네)

### 드라마CD
- ARIA (미즈나시 아카리)
- ARIA The ANIMATION Drama CD 시리즈 (아이)
- ARIA The NATURAL Drama CD 시리즈 (아이)
- 마법소녀 리리칼 나노하 Sound Stage (유노 스크라이어)
- 영웅전설 벽의 궤적 (티오 플라토)

## 그 외
- 일러스트를 즐기는 것으로 유명하다. 특히 현시연에 캐스팅된 것을 계기로 코믹 최종권(9권)의 한정 특전인 동인지 'Project G2'에 만화 '오기하시씨'를 그려낸 바 있다.